# Sarah Hegazi
Sarah Hegazi (arabisch سارة حجازي, DMG Sāra Ḥiǧāzī; * 1989; † 13. Juni 2020 in Toronto), auch Hijazi geschrieben, war eine ägyptische LGBT-Aktivistin, die 2017 für das Hochhalten einer Regenbogenfahne bei einem Konzert verhaftet und in Haft gefoltert wurde. Nach ihrer Haftentlassung und Flucht nach Kanada nahm sie sich das Leben.

## Inhaftierung
Die studierte Softwareentwicklerin und offen lesbische Hegazi besuchte 2017 in Kairo ein Konzert der libanesischen Indie-Pop-Band Mashrou’ Leila, deren Frontmann Hamed Sinno offen homosexuell lebt. Auf einem Foto ist Hegazi zu sehen, die vermutlich auf den Schultern einer Person sitzt und lächelnd eine Regenbogenflagge hochhält. Einige Tage nach dem Konzert fanden umfangreiche Polizeirazzien bei Konzertbesuchern statt, in deren Rahmen mindestens 75 Personen verhaftet wurden und wegen „Ausschweifungen“ zu bis zu sechs Jahren Gefängnis verurteilt wurden. Diese Razzien waren Teil der Bestrebungen, die Unterstützung der Homosexualität in Ägypten niederzuschlagen. Hegazi war die einzige Frau, die festgenommen wurde. Sie wurde in das al-Qanatir-Frauengefängnis nördlich von Kairo gebracht. Nach eigenen Angaben erlitt sie demütigende Befragungen, Elektroschockfolter, Missbrauch durch Inhaftierte und Isolationshaft. Der libanesischen Nichtregierungsorganisation Afemena zufolge wurde sie während ihrer Haft körperlich und psychisch misshandelt. Nach drei Monaten erfolgte ihre Entlassung gegen eine Kaution von 2.000 EGP (109 Euro).

## Politische Ansichten
Hegazi bezeichnete sich als Kommunistin. Die LGBT-Aktivistin war in Ägypten Mitbegründerin der Partei Bread and Freedom und engagierte sich für die Menschenrechte in Ägypten, mobilisierte aber auch gegen die in Syrien begangenen Gräueltaten. In Kanada engagierte sie sich im Spring Socialist Network. Neun Jahre nach der Revolution in Ägypten 2011 schrieb Hegazi, „das alte Regime wird alles versuchen, sogar die Opferung wichtiger Ikonen ihres Regimes, um an der Macht zu bleiben oder diese Macht wiederzugewinnen“, beschrieb Präsident as-Sisi als „unterdrückendsten und brutalen Diktator unserer modernen Geschichte“ und schrieb, „Revolutionäre sind sich sicher, dies ist ein Klassenkampf“. Weiter schrieb sie in diesem Artikel, dass „als Folge der unvollständigen Revolution die meisten von uns nun im Grab, im Gefängnis oder im Exil sind“. Über ihre Zeit im ägyptischen Gefängnis schrieb Hegazi: „Ich war für drei Monate im Gefängnis und sie haben mich in eine Einzelzelle gesteckt, ohne frische Luft, keine Gespräche, keine Leute, so habe ich eine Depression entwickelt und konnte niemandem mehr ins Gesicht schauen.“ Es gebe kein politisches Leben, nur die eine Stimme des Militärs, des Regimes. In einem Artikel für die Nachrichtenwebseite Mada Masr schrieb sie 2018: „Nach meiner Freilassung hatte ich noch immer vor allen Angst. Ein Jahr nach dem Mashrou’-Leila-Konzert habe ich meine Feinde nicht vergessen. Ich habe die Ungerechtigkeit nicht vergessen, die ein schwarzes Loch in die Seele gegraben hat und sie bluten ließ – ein Loch, das die Ärzte noch nicht heilen konnten.“

## Folgen

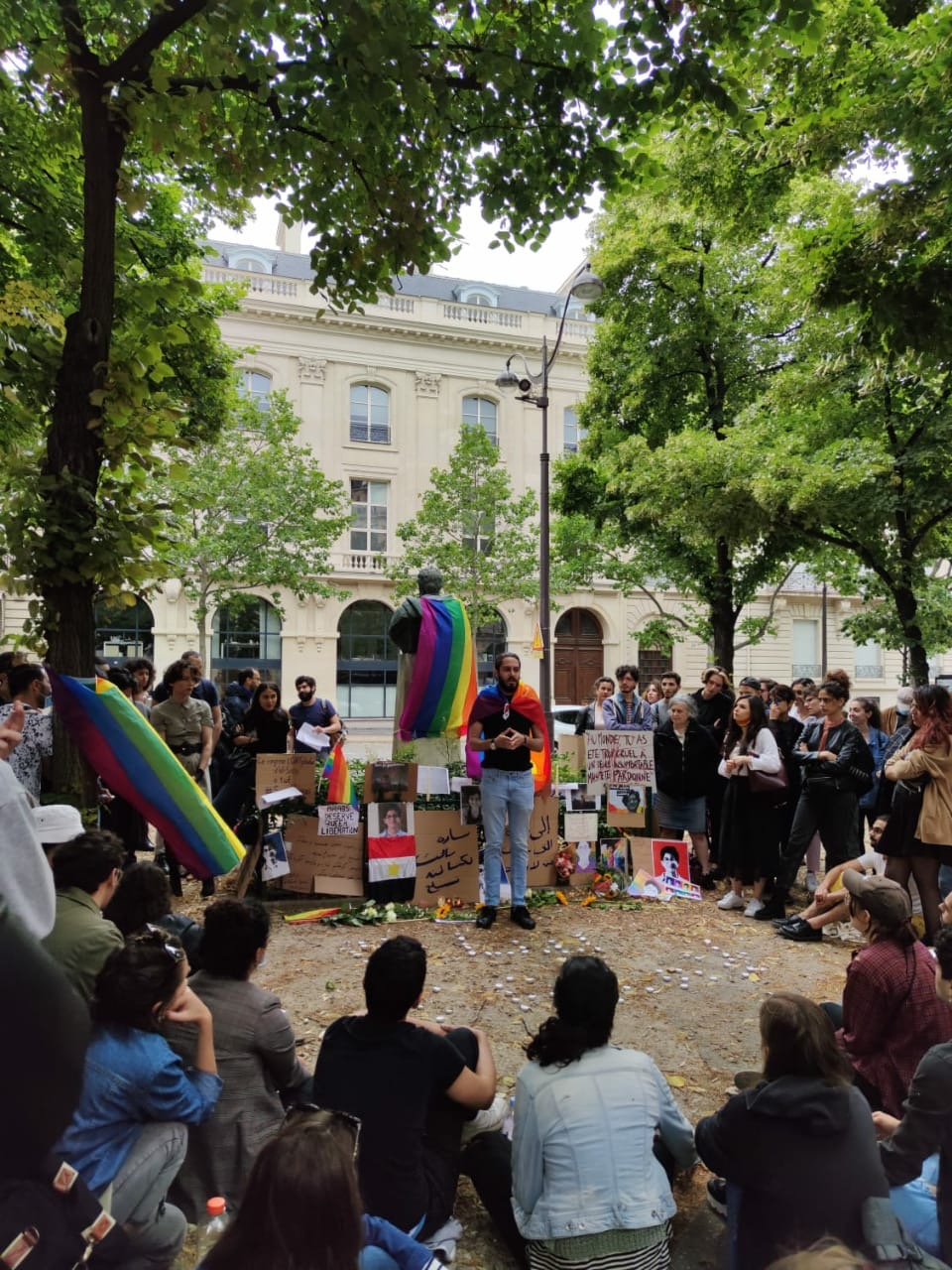
Gedenkveranstaltung zu Ehren von Sarah Hegazi in Paris

Nach ihrer Entlassung aus der Haft verlor sie wegen ihres Widerstandes gegen das Sisi-Regime ihren Job als Softwareentwicklerin und wurde von einigen Familienmitgliedern angefeindet. Aus Furcht vor erneuter Inhaftierung entschloss sie sich Monate später, nach Kanada zu fliehen und dort politisches Asyl zu suchen. Sie litt jedoch an einer Posttraumatischen Belastungsstörung und Depressionen, die sich nach dem Tod ihrer Mutter weiter verschlimmerten, wie sie beschrieb. Am 14. Juni 2020 nahm sie sich in ihrer Wohnung in Toronto das Leben.
Nach ihrem Tod verbreitete sich in den sozialen Medien ein handschriftlicher, mutmaßlich von ihr verfasster Abschiedsbrief auf Arabisch, in dem sie sich an ihre Geschwister, ihre Freunde und die Welt wendet. Sie schrieb darin: „An die Welt – du warst sehr grausam, aber ich vergebe.“ Internationale Medien berichteten von ihrem Tod.
Hamed Sinno teilte auf seinem Facebook-Profil eine Hommage, in der stand: „لروحك الحرية“, also „Freiheit für deine Seele“. Weiter schrieb er: „Viele weisen schnell auf psychische Erkrankungen und ihre Depression hin. Aber psychische Erkrankungen existieren nicht im Vakuum.“ Sie seien das Ergebnis struktureller Gewalt, die der „heteropatriarchale Kapitalismus“ auf den Körper ausübe. Die Annahme, im Exil könnten Menschen der strukturellen Diskriminierung entfliehen, sei falsch, schreibt Sinno: „Wir verbringen den ersten Teil unseres Lebens damit, Luft in unseren Heimatländern zu fordern, und gehen dann in Länder, in denen uns Luft versprochen wird, nur um herauszufinden, dass uns die Lunge geraubt wurde. Die strukturelle Ungleichheit, die so viel Leid verursacht, weiterhin nicht anzugehen, ist ein Verbrechen.“
Auch Online-Trolle und andere Kommentatoren reagierten auf Hegazis Tod. Auf Twitter wurde ihr Name in Ägypten mit dem Volk Lots in Verbindung gebracht, dabei handelt es sich um eine Referenz auf eine Koranpassage, die die Bestrafung Homosexueller thematisiert.
Das kanadische Magazin Spring veröffentlichte einen Nachruf auf Hegazi, in dem Valerie Lannon schrieb: „Ich erinnere mich, dass sie sagte 'Ich fühlte mich nie so lebendig wie während der Revolution! Ihr zu Ehren und um unseren eigenen Sinn des Lebens zu erfüllen, ist es unsere Aufgabe, den Kampf für die Revolution hier, in Ägypten und überall fortzusetzen.“
Die ägyptisch-amerikanische Feministin Mona Eltahawy schrieb auf Twitter: „Das Regime ist homophob, und es weiss, dass die ägyptische Gesellschaft homophob ist. Homophobie tötet.“
In Malta demonstrierten Aktivistinnen und Aktivisten vor der ägyptischen Botschaft in Ta’ Xbiex; die Menschenrechtsorganisation Moviment Graffitti kritisierte, dass Malta Ägypten als „sicheres Herkunftsland“ einstufe, in das Flüchtlinge zurückgeschickt werden können.
Unter dem Hashtag #RaiseTheFlagForSarah bekundeten Menschen aus aller Welt auf Twitter ihre Solidarität mit Sarah Hegazi und teilten das inkriminierte Foto von ihr bei dem Konzert.